# Deruta
Deruta ist eine italienische Gemeinde mit 9486 Einwohnern (Stand 31. Dezember 2023) in der Provinz Perugia in der Region Umbrien und ist Mitglied der Vereinigung I borghi più belli d’Italia (Die schönsten Orte Italiens).

## Geografie
Deruta liegt etwa 15 Kilometer südlich von Perugia auf einem Hügel über dem Tibertal. 
Zu den Ortsteilen gehören Casalina, Castelleone, Pontenuovo, Ripabianca, San Nicolò di Celle und Sant’Angelo di Celle.
Die Nachbargemeinden sind Bettona, Collazzone, Marsciano, Perugia und Torgiano.

## Wirtschaft und Kultur

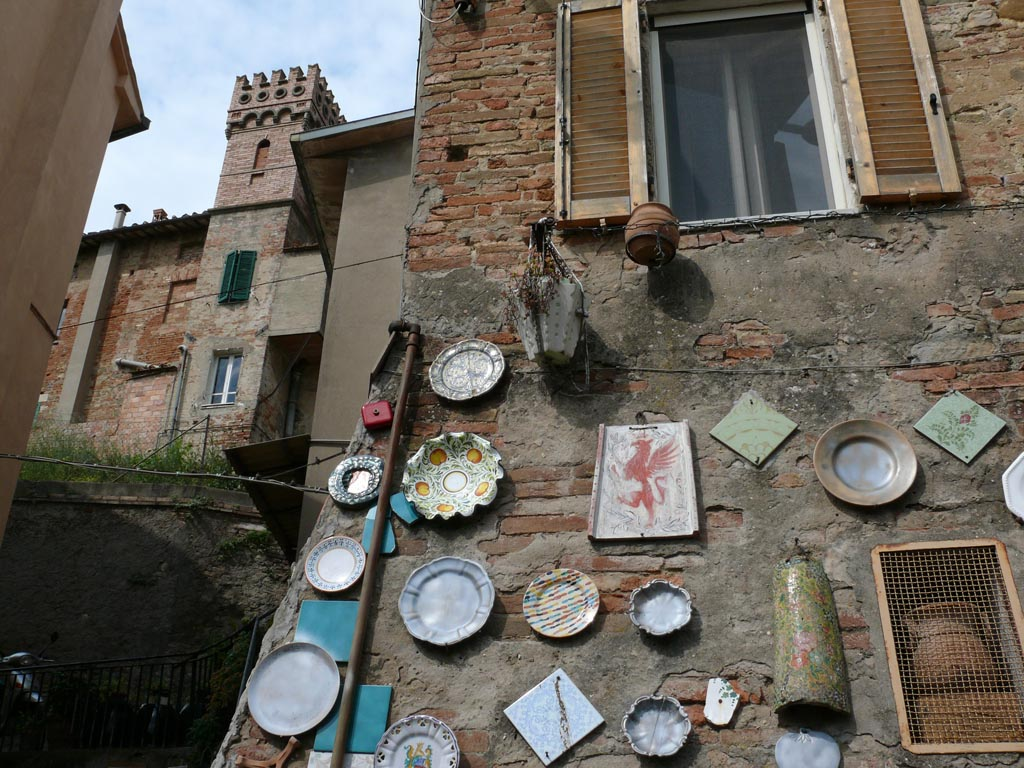

Deruta ist ein Zentrum der Keramik, deren Anfänge bis ins Mittelalter zurückreichen und die noch heute weitgehend von Hand bemalt wird. Die Derutaer Keramikwerkstätten fertigten unter anderem die Bögen der Kapelle im Palazzo dei Priori und in der Sakristei der Basilika San Pietro in Perugia aus und arbeiten in der Kapelle der Baglioni in Spello.

## Söhne des Ortes
- Girolamo Diruta (um 1561–nach 1612), italienischer Komponist der späten Renaissance
- Francesco Briganti (1873–1961), Notar, Bibliothekar und Lokalforscher
- Rufino Niccacci (1911–1976), katholischer Priester, Gerechter unter den Völkern